# إغون جونسون
إغون جونسون (بالسويدية: Egon Jönsson)‏ (مواليد 8 أكتوبر 1921) هو لاعب كرة قدم. يلعب مع منتخب السويد لكرة القدم. سبق له أن لعب في كأس العالم لكرة القدم مع منتخب بلاده.

## روابط خارجية
- إغون جونسون على موقع الاتحاد الدولي (مؤرشف)  (الإنجليزية)
- إغون جونسون على موقع اتحاد السويد (السويدية)
- إغون جونسون على موقع قاعدة بيانات كرة القدم.إي يو (الإنجليزية)
- إغون جونسون على موقع ناشيونال فوتبول تيمز (الإنجليزية)
- إغون جونسون على موقع عالم كرة القدم.نت (الإنجليزية)
- إغون جونسون على موقع أوليمبيديا (الإنجليزية)
- إغون جونسون على موقع اللجنة الأولمبية السويدية (السويدية)